# If You're Feeling Sinister: Live at the Barbican
If You're Feeling Sinister: Live at the Barbican är ett livealbum av Belle and Sebastian. Albumet innehåller framträdanden med låtarna från albumet If You're Feeling Sinister från 1996, inspelade i Barbican Arts Centre i London den 25 september 2005. 

## Låtlista
1. "Stars of Track and Field" – 4:48
2. "Seeing Other People" – 3:48
3. "Me and the Major" – 3:51
4. "Like Dylan in the Movies" – 4:14
5. "Fox in the Snow" – 4:11
6. "Get Me Away From Here" – 3:25
7. "If You're Feeling Sinister" – 5:21
8. "Mayfly" – 3:42
9. "The Boy Done Wrong Again" – 4:17
10. "Judy and the Dream of Horses" – 3:40